# Acantholycosa kurchumensis
Acantholycosa kurchumensis là một loài nhện trong họ Lycosidae.
Loài này thuộc chi Acantholycosa. Acantholycosa kurchumensis được Yuri M. Marusik, Azarkina & Koponen miêu tả năm 2004.